# Масові відкриті онлайн-курси
Масові відкриті онлайн-курси, (МООС /muːk/) (англ. Massive open online course — масивні, масові, широкодоступні, публічні, відкриті дистанційні онлайн курси) — це інтернет-курс з великомасштабною інтерактивною участю та відкритим доступом через інтернет. На додаток до традиційних матеріалів навчального курсу, такі як відео, читання, і домашніх завдань, MOOC надає можливість використання інтерактивного форуму користувачів, які допомагають створити спільноту студентів, викладачів та асистентів (TAS).
Відеозаписи лекцій різних навчальних закладів почали з'являтися у мережі Інтернет ще наприкінці 1990-х років, однак лише масові відкриті онлайн-курси надали змогу інтерактивного спілкування студентів та викладачів, а також приймання іспитів в режимі онлайн.
Це одна із найновіших форм дистанційного навчання, яка активно розвивається у світовій освіті. Подібні сайти розраховані на студентів різних попередніх рівнів підготовки — як новачків, так і досвідчених фахівців.
Найпопулярніші MOOC збирають сотні тисяч студентів
Прикладами MOOC можуть слугувати Coursera, EdX, Udacity.
В Україні працює безплатна платформа масових онлайн курсів Prometheus.

## Масові відкриті онлайн-курси в Україні
В Україні у 2013 році пройшли перші MOOC на базі Київського національного університету імені Тараса Шевченка — «Університет онлайн». Перший масовий онлайн-курс, ініційований Іваном Примаченком, стосувався бренд-менеджменту та зібрав понад 9 тисяч учасників[джерело?].
Весною 2014 року стартував проєкт інтерактивної онлайн-освіти EdEra, — який створює онлайн-курси та освітній контент широкого спектра з використанням IT. Мета проєкту зробити освіту в країні доступною та якісною на зразок західних найкращих освітніх ініціатив. Засновниками платформи є Ілля Філіпов, Артем Ільчук, а також технічний директор  — Ольга Філіпова.
У жовтні 2014 року почала роботу платформа українських масових онлайн-курсів Prometheus, заснована Іваном Примаченком та Олексієм Молчановським.

## Перелік масових відкритих онлайн-курсів
Найвідоміші онлайн-ресурси з безкоштовними освітніми курсами. Платною може бути тільки сертифікація, хоча є багато курсів з безкоштовною сертифікацією.

#### Українські
- Prometheus — одна з найбільших українських освітніх платформ масових відкритих онлайн-курсів (Програмування, Бізнес, Маркетинг, Дизайн, Іноземні мови та ін.)
- EdEra — українська студія онлайн освіти. Онлайн-курси, спецпроекти, інтерактивні підручники, освітні блоги, підготовка до вступу в ВНЗ.
- WiseCow — український відеолекторій, з короткими відео про українську культуру та історію.
- ДІЯ.Цифрова освіта — національна онлайн-платформа для розвитку цифрової грамотності. Освітні серіали, курси, гайди, подкасти на різні теми — від кібербезпеки до фінансів.
- Україновомні курси від Google — курси з основи програмування, мистецтва публічних виступів, онлайн-маркетингу. Є безкоштовна сертифікація.
- Lingva — масштабний соціальний проект, створений за підтримки Уряду України для вивчення англійської та німецької мов.
- Освітній хаб міста Києва — курси з маркетингу, продажів і комунікацій, управління людьми, екології, ораторського мистецтва, критичного мислення, розвитку пам'яті та багато інших.
- ВУМ online — курси з права, менеджменту, креативного мислення, батьківства, фінансів, персонального розвитку, підприємництва, розумінням побудови та діяльності відкритого суспільства і його формування в Україні.
- Impactorium — платформа онлайн-освіти зі сталого розвитку. На ній розміщені короткі онлайн майстер-класи, блоги, трансляції конференцій.

#### Світові
Багато з курсів на цих платформах мають український переклад або субтитри.
- Coursera — найбільша освітня платформа в світі. Курси на будь-яку тематику. Є сертифікація.
- Khan Academy — безкотовні відео-курси з математики, історії, медицини, фінансів, фізики, хімії, біології, астрономії, економікі, космології, макро- і мікроекономіки, комп'ютерних наук.
- EDX — курси за 24 напрямами, серед яких комп'ютерні технології, статистика, література та інші, що повторюють реальні лекції, які викладаються в Гарварді, університеті Корнуелла та інших відомих навчальних закладах.
- Udacity — курси переважно технічного напрямку, але не тільки, з можливою подальшою допомогою у працеплаштуванні у міжнародні компанії.
- Udemy — найрізноманітніші курси, серед яких продуктивність, стиль життя чи музика. Є як безоплатні курси, так і платні. Навчальні матеріали представлені у вигляді відео, аудіо, презентацій і тексту.
- Stanford Open Edx — доступ до професійного освітнього контенту від численних шкіл і університетських кафедр, та безкоштовні онлайн-курси від Стенфордського університету.
- Codecademy — інтерактивна онлайн-платформа з вивчення 7 мов програмування — Python, PHP, jQuery, JavaScript, Ruby, а також описових мов зовнішньої розмітки сторінок HTML і CSS.
- OpenupEd — загальноєвропейська ініціатива, де студенти можуть обрати понад 200 безкоштовних онлайн курсів 13 мовами.